# Bereitschaftspolizei

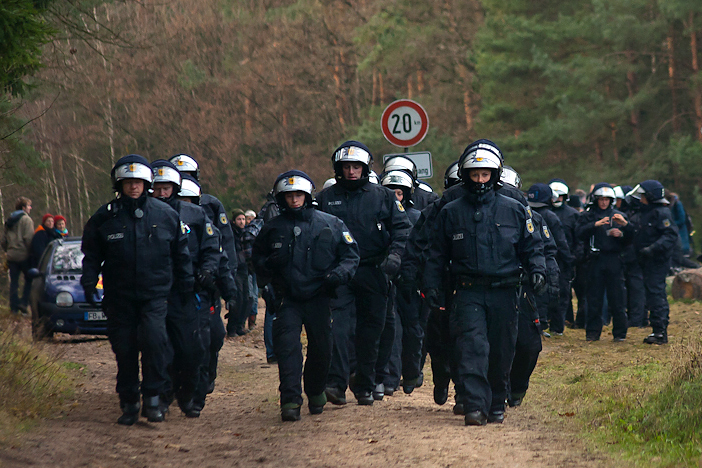
Bereitschaftspolizisten der Bundespolizei bei einer Demonstration gegen einen Castor-Transport

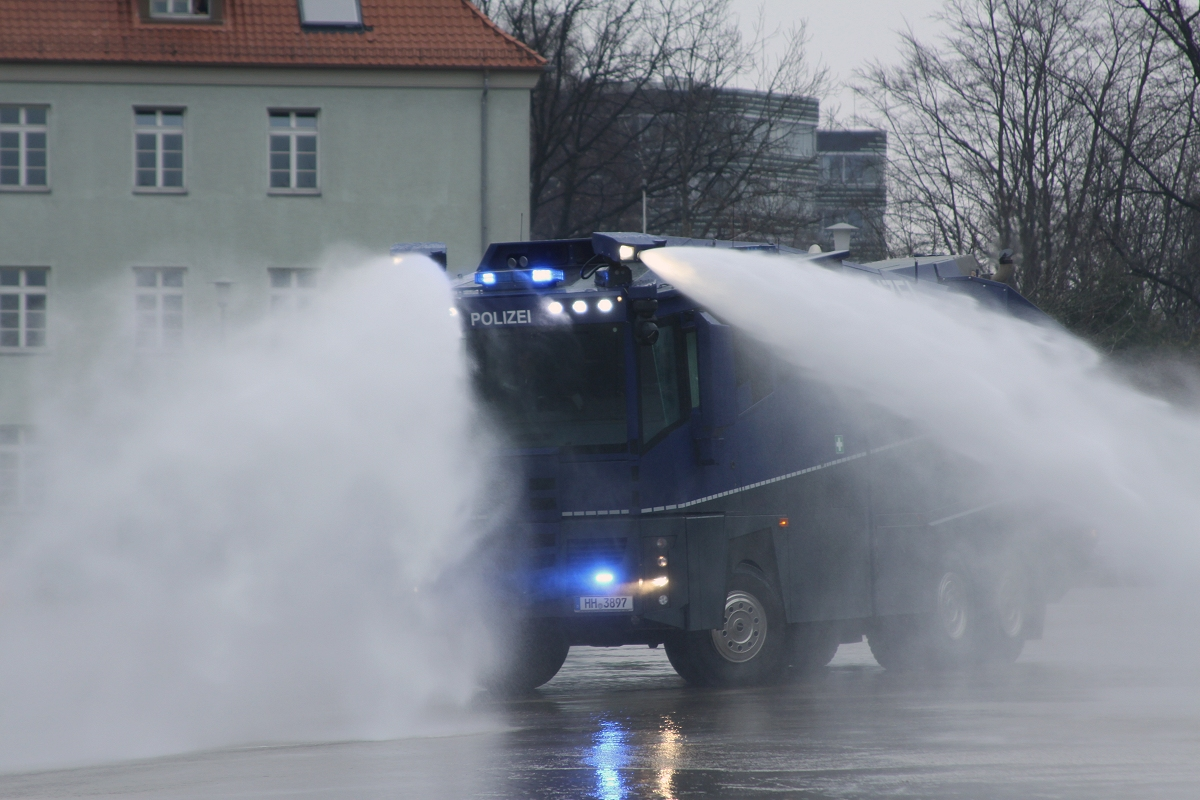
Wasserwerfer der Hamburger Bereitschaftspolizei

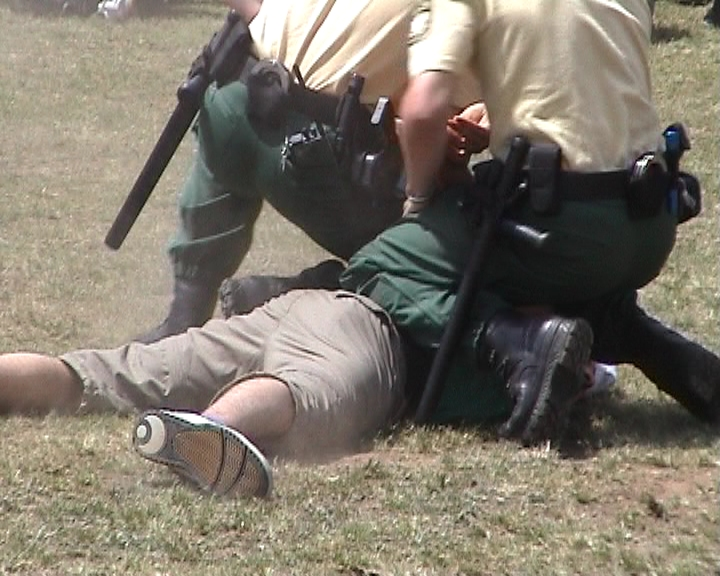
Beamte der Bayerischen Bereitschaftspolizei bei einer Festnahme

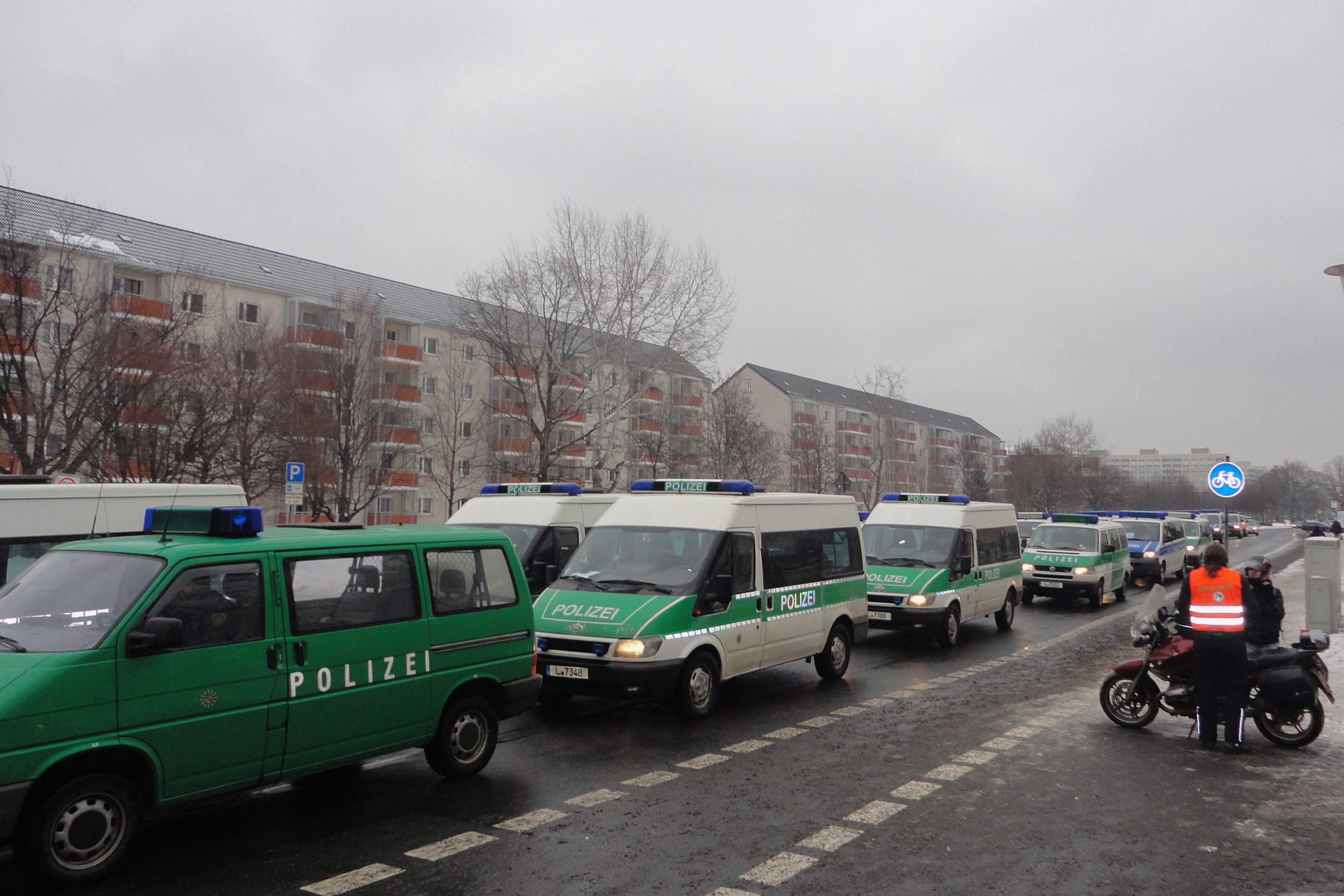
Hundertschaften der Bereitschaftspolizei Sachsen bei einer Demonstration

Die Bereitschaftspolizei (Bepo oder BP) ist ein Großverband der Bundes- und Landespolizeien in Deutschland, deren Einheiten als geschlossene Einheit fungieren. Der Begriff wird auch in der Gesamtheit aller Bereitschaftspolizeiverbände verwendet. Einzig die Polizei beim Deutschen Bundestag und das Bundeskriminalamt unterhalten keine Bepo. 2013 waren 16.000 Polizisten im Bereitschaftspolizeidienst eingesetzt.
Hauptaufgabe ist die Unterstützung bei Großlagen sowie Wahrnehmung von Schwerpunktaufgaben (z. B. Unfallschwerpunkte und der Kriminalitätsbekämpfung). Weitere Aufgaben sind in Art. 35 Abs. 2 Satz 2, Abs. 3, Art. 91 GG festgelegt. Damit auf besondere Lagen schnell reagiert werden kann, sind diese Polizeieinheiten in Gemeinschaftsunterkünften untergebracht und werden für diese Einsätze ausgebildet. Neben Einsätzen im eigenen Bundesland können die Einheiten aus besonderem Anlass auch in anderen Bundesländern eingesetzt werden.
Die Einrichtung der Bereitschaftspolizeien in den Bundesländern ist auf ein Verwaltungsabkommen zwischen Bund und Ländern vom 27. Oktober 1950 über die Errichtung von Länderbereitschaftspolizeien zurückzuführen. Die Führungs- und Einsatzmittel werden vom Bund beschafft und sind einheitlich.
Die Bereitschaftspolizei besteht aus Beamten des mittleren, gehobenen und höheren Dienstes in Führungspositionen z. B. Ausbildungsbeamten, Klassenleitern, Gruppen-, Trupp-, Hundertschaftsführer o. Ä.
Eine Koordination aller Bereitschaftspolizeien findet durch den Inspekteur der Bereitschaftspolizeien der Länder statt. Dieser ist Angehöriger des Bundesministeriums des Innern.

## Ausbildung
Außer in Berlin, Brandenburg, Hamburg, Hessen, Niedersachsen, Nordrhein-Westfalen und Thüringen findet in der Bereitschaftspolizei die Ausbildung für den Polizeivollzugsbeamten im mittleren und gelegentlich auch, zumindest in Ausbildungsabschnitten, im gehobenen Dienst statt.
Die ausbildenden Einheiten sind von den Einsatzeinheiten getrennt. Die ausbildenden Einheiten werden auch Ausbildungsseminare, in Baden-Württemberg Polizeischule genannt. Sie sind oft in Klassen gegliedert.
Die Einsatzeinheiten gliedern sich bundeseinheitlich in Abteilungen, Hundertschaften, Züge und Gruppen. Auf der Stufe der Hundertschaften und Züge gibt es in den einzelnen Ländern technische Einheiten, welche z. B. für Sonderwagen (SW) und Wasserwerfer (WaWe) zuständig sind, sowie Beweissicherungs- und Festnahmeeinheiten (abgekürzt BFE), die in Bayern Unterstützungskommando (USK) heißen.
In den Ländern, in welchen die Berufsanfänger bei der Bereitschaftspolizei ausgebildet werden, werden diese nach der Ausbildung noch eine Zeit lang dort für diese geschlossenen Einsätze vorgehalten. In den anderen Bundesländern werden ebenfalls meist Berufsanfänger eingesetzt.

## Ausstattung
Die Einsatzkräfte der Bereitschaftspolizeien sind mit einer Reihe weiterer Einsatzmittel zur Bewältigung von Lagen ausgestattet, bei denen es zu physischen Auseinandersetzungen kommen kann. Als sogenannte Distanzmittel werden Schlagstöcke (Tonfa), Reizgas und Wasserwerfer eingesetzt.
Zum persönlichen Schutz der Beamten sind diese mit feuerhemmender Einsatzkleidung und modularen Systemen zum Schutz gegen Schläge und Bewurf (Protektoren und Helme) ausgestattet. Die Schutzausrüstung wiegt bis zu 25 kg, u. a. deshalb forderte die GdP sich bei der Tragedauer an die Vorgaben der Hersteller zu halten, um gesundheitliche Beeinträchtigungen zu vermeiden. Ballistische Schutzwesten gehören in Deutschland noch nicht zur Standardausrüstung der Bereitschaftspolizei. Weitere Distanzmittel wie Gummigeschosse werden u. a. aufgrund der massiven Verletzungen, wie sie bei Einsätzen der französischen Polizei dokumentiert sind, in Deutschland abgelehnt; jedoch wird über ballistische Systeme zur Markierung von Straftätern diskutiert.

## Kommunikation
Die Einsatzführung der Bepos erfolgt über die BOS-Kommunikation der Polizei. Ein seit den 2000er Jahren geplante Digitalisierung des Polizeifunks ist noch nicht flächendeckend abgeschlossen (Stand 2021). Eine schnellere Transformation hin zu einer lückenlosen digitalen Funk-Infrastruktur wird von der Polizeigewerkschaft gefordert. Ein bundeseinheitlicher Messenger-Dienst für die kritische Einsatzkommunikation für Nachrichten, Standortsignale und Dokumente wird diskutiert, ist aber nicht vorhanden (Stand 2021). Die Kommunikationsinfrastruktur der Bepo-Einheiten unterscheidet sich je nach Landespolizei.

## Geschichte

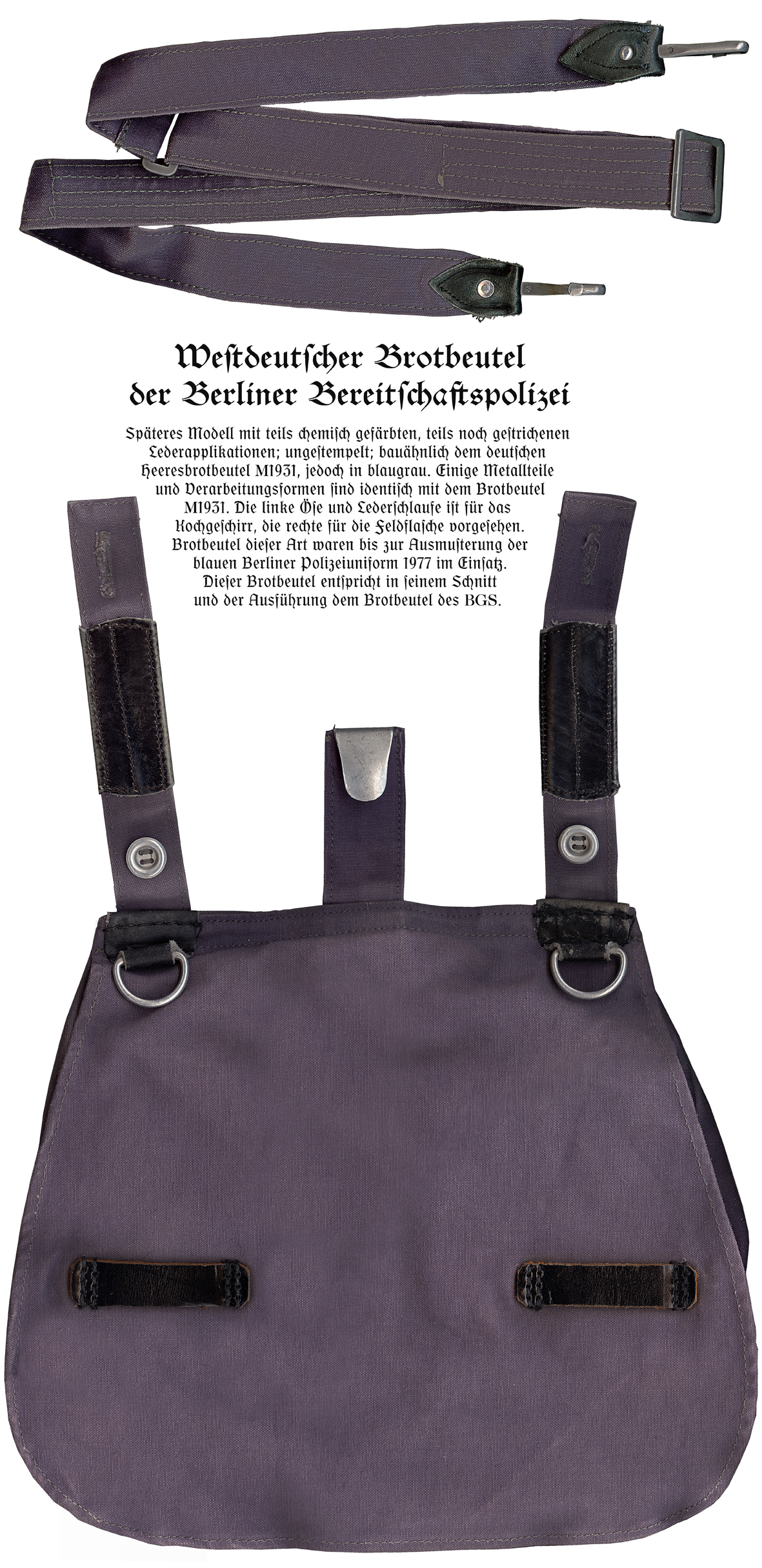
Brotbeutel der ehemals paramilitärisch geführten Berliner Bereitschaftspolizei

### Erste Einheiten in der Weimarer Republik
Als Vorläufer der deutschen Bereitschaftspolizei gilt die zur Zeit der Weimarer Republik ab 1919 gebildete Sicherheitspolizei. Der Begriff Polizeibereitschaft war in den 1920er-Jahren bereits bei verschiedenen Polizeien der Länder in Gebrauch, z. B. bei der Bayerischen Landespolizei oder der Oldenburgischen Ordnungspolizei. In der Regel bezeichnete man damit eine Einheit zur Ausbildung, die notfalls zur Unterstützung des Einzeldienstes eingesetzt werden konnte.
Der Begriff Bereitschaftspolizei wurde in Deutschland für eine Polizeitruppe zum ersten Mal offiziell am 30. April 1926 verwandt, als die kasernierte Schutzpolizei im Freien Volksstaat Württemberg im Zuge einer Polizeireform in Bereitschaftspolizei umbenannt wurde. Auch der Begriff Polizei-Einzeldienst wurde offiziell bei der württembergischen Reform von 1926 als Unterscheidung zur Bereitschaftspolizei eingeführt. Die württembergische Bereitschaftspolizei wurde im Juni 1935 in die Wehrmacht überführt.

### Nach dem Zweiten Weltkrieg – Aufbau in Ost und West
Der Begriff Bereitschaftspolizei wurde nach Ende des Zweiten Weltkrieges sowohl in der Bundesrepublik Deutschland als auch in der DDR (Volkspolizei-Bereitschaft) weitergeführt.
Die Bereitschaftspolizeien der Länder wurden am 27. Oktober 1950 durch ein Verwaltungsabkommen der Länderregierungen mit der Bundesregierung als paramilitärische Verbände gegründet. Die Gründung der Bereitschaftspolizeien verlief quasi parallel zur Gründung des Bundesgrenzschutzes. Den Hintergrund bildete der Kalte Krieg, der sich seit der Jahresmitte 1950 mit dem Beginn des Koreakrieges zugespitzt hatte. Durch die Aufstellung der Bereitschaftspolizeien wurden die drei westlichen Besatzungsmächte Großbritannien, USA und Frankreich personell entlastet, da diese im Fall von größeren Unruhen für die Aufrechterhaltung der öffentlichen Sicherheit und Ordnung zuständig waren.
Bereits im Sommer 1950 existierten von Seiten der Regierung Adenauer Pläne, entweder über einen Bundesgrenzschutz oder eine Bundesbereitschaftspolizei zuerst 30.000, dann 60.000 Mann zu mobilisieren. Dies wurde vom SPD-Polizeisachverständigen Walter Menzel, dem Schwiegersohn des früheren preußischen Innenministers Carl Severing, als „eine Remilitarisierung auf kaltem Wege“ bezeichnet. Gegen die Aufstellung einer Bundesbereitschaftspolizei sprachen schwere verfassungsrechtliche Bedenken, die vor allem von den Ländern mit SPD-Regierung Hamburg, Bremen und Niedersachsen vorgebracht wurden. Entschiedenster Gegner war jedoch die Bayerische Staatsregierung.
Anfang 1951 war von Seiten der Bundesregierung folgendes Konzept ins Gespräch gebracht worden:
1. Eine Bereitschaftspolizei auf Länderbasis in Stärke von 10.000 Mann.
2. Eine Bereitschaftspolizei des Bundes in Stärke von 10.000 Mann.
3. Der Bundesgrenzschutz in Stärke von 10.000 Mann.

Da die Aufstellung einer Bundesbereitschaftspolizei nur durch eine Verfassungsänderung möglich schien, wurde diese Variante fallen gelassen.
Der Bayerische Innenminister Willi Ankermüller dazu, so Der Spiegel:
„Die bayerische Staatsregierung muß die Errichtung einer Bundespolizei aus rechtlichen und politischen Gründen ablehnen.“
Es blieb bei der Gründung des Bundesgrenzschutzes und einem Konzept für die Bereitschaftspolizeien der Länder, die nun nach und nach auf 30.000 Mann Personalstärke gebracht werden sollten. Von diesen 30.000 Mann sollten ein Viertel ständig in Bereitschaft stehen. Bei inneren Krisen oder aber im Verteidigungsfall sollten die Bereitschaftspolizeien dem Inspekteur der Bereitschaftspolizeien der Länder unterstellt werden.
Der Bund verpflichtete sich daher, Bewaffnung, Fernmeldemittel und Kraftfahrzeuge zu beschaffen. Die Länder waren zuständig für die Unterkünfte, die Bekleidung und Verbrauchsmittel sowie für die Instandhaltung des vom Bund gelieferten Materials. Strukturell waren die Bereitschaftspolizeien der Sicherheitspolizei (Sipo) der Weimarer Republik angeglichen, die 1919 ebenfalls auf Landesebene, aber größtenteils finanziert durch das Reich, gegründet worden waren. Die Sipo musste aufgrund von alliiertem Druck bereits 1920 wieder umstrukturiert werden, behielt aber ihren paramilitärischen Charakter und wurde je nach Land in Schutzpolizei (Schupo in Preußen) oder Ordnungspolizei (Orpo im Freistaat Oldenburg) umbenannt.
Bereits 1948 waren in Niedersachsen trotz Verbots der britischen Militärregierung, jedoch mit deren stillschweigender Duldung, Polizeireserven aufgestellt worden, die in sogenannten Einsatzzügen operierten und in Salzgitter-Watenstedt, Wolfenbüttel, Bad Harzburg, Dedelstorf bei Uelzen und Hann. Münden stationiert waren. Sie dienten der Überwachung des illegalen Personenverkehrs und der Bekämpfung von Kapitalverbrechen an der Demarkationslinie zur SBZ bzw. DDR.
Eine Sonderrolle nahm bis 1955 die Bereitschaftspolizei Niedersachsen ein. Niedersachsen war dem Abkommen zwischen Bund und Ländern vom 27. Oktober 1950, angeblich aus fiskalischen Gründen, nicht beigetreten, stellte aber gemäß einem Erlass des Innenministeriums vom 18. Juni 1951 am 1. Juli des Jahres in Hannover eine Hundertschaft auf, die sogenannte 1. Landespolizeihundertschaft. Die II. LBPN wurde am 1. Oktober 1952 in Braunschweig aufgestellt und der Polizeidirektion Braunschweig unterstellt. Die entscheidende organisatorische Wende trat am 1. Oktober 1954 ein, als beide LBPN einem Gruppenstab und direkt dem Innenministerium unterstellt wurden. Am 1. April 1955 trat Niedersachsen dem Verwaltungsabkommen zwischen Bund und Ländern bei. Die Bereitschaftspolizei Niedersachsen wurden nun ebenfalls paramilitärisch mit Maschinengewehren, Handgranaten und Granatwerfern ausgerüstet und nach Vorschriften des Bundes ausgebildet. Lediglich einmal, 1955, nahm die Niedersächsische Landesbereitschaftspolizei an einer Großübung mit Bereitschaftspolizei-Einheiten aus Schleswig-Holstein, Hamburg, Bremen und Nordrhein-Westfalen teil.
Die Gliederung der Bereitschaftspolizeien folgt bis heute dem militärischen Vorbild der Truppenteile:
| Militär   | Bereitschaftspolizei (vorher Sipo, Schupo, Orpo)           |
| --------- | ---------------------------------------------------------- |
| Gruppe    | Gruppe                                                     |
| Zug       | Zug                                                        |
| Kompanie  | Hundertschaft                                              |
| Bataillon | Abteilung                                                  |
| Regiment  | Gruppe (Gruppenstab, später Bereitschaftspolizeidirektion) |

Die Aufstellung der Bereitschaftspolizeien verlief relativ schleppend. Schleswig-Holstein, das sich damals in einer extrem schlechten Finanzlage befand, stellte bereits Anfang 1951 die ersten 300 Bereitschaftspolizisten zur Verfügung, um Bundesmittel abzuschöpfen. Niedersachsen stellte zwar seine Bereitschaftspolizei ebenfalls 1951 auf, ließ sich jedoch erst 1955 auf eine Teilfinanzierung durch den Bund ein.
Unklar war anfangs auch die Frage der Bewaffnung. 1951 war in der Bundesrepublik die Fabrikation selbst von Handfeuerwaffen noch untersagt; Waffen wurden daher mit den knappen Devisen im Ausland erworben. Frankreich erklärte sich bereit, der „Landesbereitschaftspolizei“ deutsche Karabiner 98k leihweise aus Beutebeständen zur Verfügung zu stellen. Da auch Kraftfahrzeuge knapp waren, bot die westdeutsche Automobilindustrie dem Bundesinnenministerium einen Kredit über zwei Millionen DM an.

### Militärischer Aufbau in der Ära Adenauer
Beim Aufbau der bundesdeutschen Bereitschaftspolizeien griff das Bundesministerium des Innern unter Robert Lehr (CDU) auf ehemalige Wehrmachtsangehörige zurück. Der frühere Polizeimajor und spätere General der Wehrmacht Anton Grasser war bereits 1920 in die badische Polizei eingetreten. Er wurde von Bundesinnenminister Lehr im November 1950 „zur kommissarischen Wahrnehmung polizeilicher Sonderaufgaben im Rahmen der Zuständigkeit des Bundes“ ins Bundesinnenministerium berufen. Lehr war auf Gustav Heinemann gefolgt, der aufgrund Adenauers Politik der Wiederbewaffnung zurückgetreten war. Grasser wies jeden Verdacht von sich, die neue Bereitschaftspolizei als „Wehrmacht“ aufzubauen und verwies darauf, dass er als Polizeifachmann berufen worden sei.
Bis 1972 wurden die Bereitschaftspolizeien ständig ausgebaut. In jenem Jahr existierten bundesweit sechs Gruppenstäbe mit 27 Abteilungen und 113 Hundertschaften mit ca. 17.500 Beamten.
Die Dienstzeit betrug ursprünglich sieben Jahre, wurde dann aber auf drei Jahre verkürzt. Ab 1956, parallel zur Aufstellung der Bundeswehr, galt der Dienst in der Bereitschaftspolizei als Wehrdienst. Durch die Aufstellung der Bundeswehr erlitten die Bereitschaftspolizeien anfänglich beträchtliche Personalverluste, so die Bereitschaftspolizei Bayern, da die Besoldung bei der Bundeswehr attraktiver war und die neue Truppe gute Aufstiegsmöglichkeiten bot. Bis weit in die 1970er-Jahre war es nun möglich, seinen Wehrdienst als dreijährige Dienstzeit bei einer Bereitschaftspolizei abzuleisten, was nun wiederum dem Polizeianwärter große finanzielle Vorteile gegenüber den sonstigen Wehrpflichtigen bot. Diese Regelung galt auch für den Bundesgrenzschutz (Grenzschutzdienstpflicht).
Aufgabe der Bereitschaftspolizei war seinerzeit hauptsächlich die Abwehr von inneren Unruhen sowie Sabotage- und Terroraktionen. Als potenziellen Aufrührer sah man die KPD an, die aus der DDR logistische Hilfe erhalten sollte. Offenbar waren auf dem Juliparteitag 1950 der SED entsprechende Äußerungen gefallen. In den Ausbildungsrichtlinien der Bereitschaftspolizei wurde daher auch immer wieder auf die kommunistischen Unruhen in der Weimarer Republik hingewiesen, vor allem die Märzkämpfe in Mitteldeutschland von 1921, an dem auch Max Hoelz maßgeblich beteiligt war, und den Hamburger Aufstand von 1923. Die Verfasser dieser Richtlinien wiesen daher auch immer wieder auf das polizeiliche Standardwerk von Walter Drobnig Der mitteldeutsche Aufstand 1921: seine Bekämpfung durch die Polizei, Lübeck 1929, zu diesem Thema hin. Im Verteidigungsfall sollten feindliche Kommandotrupps, z. B. Speznas der Sowjetarmee oder Einsatzkommandos des DDR-Staatssicherheitsdienstes, die hinter der Front operierten, bekämpft werden. Auf dieses Szenario wurde die Bereitschaftspolizei sowohl durch ihre paramilitärische Struktur als auch hinsichtlich ihrer Bewaffnung und Ausbildung vorbereitet.
Die Bewaffnung der Bereitschaftspolizeien bestand bis etwa Mitte der 1960er-Jahre unter anderem aus folgenden Waffen:
- Pistolen (Kal. 6,35, 7,65 und 9 mm)
- Karabiner (Kal. 7,9 mm)
- FN-Gewehr (Schnellfeuergewehr belgischer Produktion, Kal. 7,62 mm)
- Maschinenpistolen (MP, verschiedene Modelle)
- Tränengaswurfkörper TW 53
- Eierhandgranate (eine Splitterhandgranate)
- Leichtes Maschinengewehr (leMG, MG 42 aus Wehrmachtsbeständen)
- Schweres Maschinengewehr (sMG, MG 42 auf Lafette)
- Mörser (Werfer 55, Kal. 60 mm)
- Mittlerer Granatwerfer (Kal. 81 mm)
- Sonderwagen („Polizeipanzer“, SW M8 Greyhound, SW I, II und III)

Die Bewaffnung bestand anfänglich teilweise aus US-amerikanischen M 1-Karabinern und italienischen Maschinenpistolen von Beretta. Der Sonderwagen M 8 von Ford stammte aus Beständen der US Army und war ursprünglich ein leicht gepanzerter Panzerspähwagen. Er wog 6,5 Tonnen, war mit einem leichten Maschinengewehr bewaffnet und unter anderem in Hamburg, Bremen und beim Bundesgrenzschutz eingeführt.
Die Ausbildung/Ausrichtung der Bereitschaftspolizei war, zumindest bis etwa Mitte der 1970er-Jahre, am sogenannten ASOD (Außergewöhnlicher Sicherheits- und Ordnungsdienst, siehe Polizeikampf) ausgerichtet. Hierunter sind alle Einsätze zu verstehen, die den Einsatz von geschlossenen Kräften ab Gruppenstärke erfordern.
Hierzu zählen z. B. der Schutz von
1. Kundgebungen und Aufzügen unter freiem Himmel
2. Sport- und sonstige Veranstaltungen (Sportveranstaltungen machten rund ein Drittel der Einsätze aus)[5]

insbesondere auch
1. der Kampf gegen bewaffnete Banden (gilt für die Anfangs-/Gründungszeit aufgrund der Erfahrungen in der unmittelbaren Nachkriegszeit)
2. der Einsatz gegen bewaffnete Rechtsbrecher z. B. bei Banküberfällen, bis diese Aufgaben Zug um Zug von den Spezialeinsatzkommandos (SEKs) und Mobilen Einsatzkommandos (MEKs) übernommen wurde
3. der Einsatz gegen
  1. bewaffnete Aufständische in der Bundesrepublik
  2. Terror- und Sabotagekommandos aus der Bundesrepublik
  3. Terror- und Sabotagekommandos aus einem Gebiet außerhalb der BRD, zum Beispiel der DDR
  4. ausländische Kommandos, die im Kriegsfall hinter der eigenen Front Sabotage- und Terroraktionen ausüben würden.

Die taktische Ausbildung der Bereitschaftspolizei orientierte sich daher an militärischen Normen und Begriffen, wie sie schon bei der Schupo der Weimarer Republik oder der Wehrmacht verwendet wurden, was bereits an Begrifflichkeiten wie Hauptkampflinie, Jagdkommando, Schützenkette, Stoßtrupp oder Partisan erkennbar war. Die Uniformierung war ebenso darauf abgestellt. Die Bereitschaftspolizei trug felddienstfähige Uniformen der Polizei mit einem modifizierten Stahlhelm der Wehrmacht in feldgrüngrauer/graublauer Farbe, wie er auch beim Bundesgrenzschutz eingeführt war (BGS M35/53), vielfach kam auch der originale M35 zum Einsatz, da der M35/53 nicht in Übergrößen hergestellt wurde. In Hessen z. B. wurde der Bundeswehr-Gefechtshelm eingesetzt. Für den Verteidigungsfall und eventuell den Großeinsatz bei inneren Unruhen war eine bundeseinheitliche Uniform in Anlehnung an die Uniform und Dienstgradabzeichen des Bundesgrenzschutzes vorgesehen. Diese Uniformen wurden offenbar dezentral gelagert und in der Regel nicht benutzt. Nur die Bremer Bereitschaftspolizei trug diese Uniform im regulären Dienstgebrauch und unterschied sich daher äußerlich deutlich von der Landespolizei Bremen, die dunkelblaue Uniformen nach dem Muster der US-Besatzungstruppen trug.
Da die Bereitschaftspolizeien selbst nicht über Panzer und Artillerie verfügten, wurde in den Konzepten der 1950er-Jahre noch davon ausgegangen, dass im Fall schwerster Unruhen, die die Verwendung dieser Mittel nötig machen sollten, die Bundeswehr eingesetzt werden sollte. In diesem Fall sollten die Bereitschaftspolizeien der Bundeswehr unterstellt werden.
Ende der 1960er-Jahre wurden die Bereitschaftspolizeien umstrukturiert und der Ausbildungsschwerpunkt verlegte sich, bedingt durch die Unruhen von 1967/68, auf den Einsatz bei unfriedlich verlaufenden Aufzügen. Handgranaten und Maschinengewehre und andere „besondere Waffen“ wurden in den meisten Ländern Ende der 1970er-Jahre ausgesondert oder bei Einstellung der Ausbildung daran zumindest eingelagert.
Die Geländeausbildung wurde vielfach eingestellt, da davon ausgegangen wurde, dass eine Sicherheitslage, wie sie bislang angenommen worden war, nun nicht mehr eintreten würde. Die Bekämpfung von terroristischen Gruppen war nun nicht mehr Aufgabe der Bereitschaftspolizei, sondern der ab 1972 nach und nach aufgestellten Spezialeinsatzkommandos der Länder und der Grenzschutzgruppe 9 des Bundesgrenzschutzes.
Neben der Hauptaufgabe Ausbildung/Dienst im GSOD fand auch Ausbildung und Einsatz im Rahmen des sogenannten Kleinen Sicherheits- und Ordnungsdienstes (KSOD), später Allgemeiner Sicherheits- und Ordnungsdienst (ASOD) statt. Hierunter ist der Aufgabenbereich der Schutzpolizei im täglichen Einzeldienst, also vorrangig Posten-, Streifen-, Funkwagenstreifendienst, Verkehrsüberwachung, zu verstehen.
Je nach Zeit und Bundesland wurden hierbei unterschiedliche Konzepte verfolgt. In Berlin war es z. B. üblich, dass Unterführer (Gruppen- und stellvertretende Zugführer) der Bepo für mindestens drei Monate zu einem Revier, später Abschnitt, abgeordnet wurden, um Praxiskenntnisse aus dem normalen Polizeidienst zu erwerben. Später wurden dann während der sogenannten Regeldienstzeit, also wenn keine geschlossenen Einsätze absehbar waren, komplette Funkstreifenwagen mit Besatzung während einer Schicht der örtlich zuständigen Direktion unterstellt und normal in das Einsatzgeschehen eingebunden.
Obwohl die Bereitschaftspolizeien der Länder und der BGS als paramilitärische Einheiten Teil der westdeutschen Militärgeschichte der 1950er/60er-Jahre sind, existiert hierzu mit der Ausnahme von Kohlers Dissertation über die Frühphase des BGS keinerlei seriöse historiographische Forschung.
Die Begriffe ASOD/GSOD sind seit etwa Mitte der 1970er-Jahre hinfällig. Eingeführt wurde der Begriff „Einsatzstufe“.
Zur Entlastung des Befehls von organisatorischen und technischen Einzelheiten können Einsatzstufen (ESt) festgelegt werden. Die Einsatzstufen gelten nicht für Maßnahmen der Versorgung. Aus ihnen sind lediglich die jeweils gültigen Regelungen der Bekleidung, Ausstattung und Bewaffnung zu entnehmen. Einzelregelungen einer Einsatzstufe können mit Einzelregelungen anderer Einsatzstufen kombiniert werden.
- ESt A = der tägliche Polizei-Vollzugdienst zur Erfüllung der polizeilichen Aufgaben;
- ESt B = der Polizeieinsatz aus vorwiegend friedlichem Anlass, der über die normalen Aufgaben des täglichen Dienstes hinausgeht und die Verwendung geschlossener Einheiten oder zusammengefasster Polizeikräfte (mindestens fünf Beamte) unter einheitlicher Führung erfordert;
- ESt C = der Polizeieinsatz bei Bedrohung der verfassungsgemäßen Ordnung, aber auch Einsätze aus anderen Anlässen, die eine Bewaffnung und/oder Ausstattung der Kräfte über den üblichen Rahmen der Einsatzstufen A und B hinaus erfordern.

## Bereitschaftspolizeien der Länder und des Bundes
Die Gliederung ist je nach Bundesland unterschiedlich. Bundeseinheitlich vorgegeben ist aber folgender Rahmen: Bereitschaftspolizeiabteilung (BPA) – Bereitschaftspolizeihundertschaft (BPH) – Zug – Gruppe – Halbgruppe (z. T.) – Trupp.

### Baden-Württemberg
Seit der Polizeireform im Jahr 2014 wird die Bereitschaftspolizei in Baden-Württemberg vom Polizeipräsidium Einsatz aus Göppingen geleitet. In diesem Präsidium werden die Einheiten von zwei Bereitschaftspolizeidirektionen, der Direktion Spezialeinheiten, sowie der Polizeihubschrauberstaffel und der Wasserschutzpolizei zusammengefasst. Die Bereitschaftspolizeidirektionen befinden sich im badischen Bruchsal und im württembergischen Göppingen. 

### Bayern
Bei der bayerischen Polizei gibt es zwölf Einsatzhundertschaften, sieben USK-Züge (bayerische Bezeichnung für Beweissicherungs- und Festnahmeeinheit) und drei Technische Einsatzeinheiten (TEE) in sieben Abteilungen.

### Berlin
Die Bereitschaftspolizei der Berliner Polizei (West) wurde 1952 gegründet (drei Abteilungen, eine je Sektor). Berlin (West) trat damals wegen der alliierten Vorbehalte nicht dem Verwaltungsabkommen bei.
Parallel dazu gab es dreizehn Einsatzkommandos der Schutzpolizei (eines für jede Inspektion der Schutzpolizei).
Anlässlich der Polizeireform im Jahre 1974 wurde die gesamte Behörde umstrukturiert. Aus den dreizehn Inspektionen wurden fünf Direktionen. Die Reviere und Polizeiposten wurden zu Großraumrevieren, den sogenannten Abschnitten zusammengefasst.
Die Bereitschaftspolizei und die Einsatzkommandos wurden vereinigt (wobei Teile der EKdos in den Einzeldienst wechselten), es wurden fünf Einsatzabteilungen (EA 1–5) mit je vier Einsatzbereitschaften (EB) aufgestellt. Sonderwagen und Wasserwerfer wurden von den 4. „schweren“ Zügen eingesetzt. Außerdem gab es eine Technische Einsatzabteilung (TEA) mit drei Bereitschaften (je Sektor eine Bereitschaft, TEB 1-3).
Diese waren der Direktion Öffentliche Sicherheit und Straßenverkehr zugehörig, wurden von ihr aber nur bei Direktionsübergreifenden gemeinsamen Einsätzen geführt. Sonst wurden sie von den jeweiligen örtlichen Direktionen geführt.
Die Einsatzabteilungen als Bereitschaftspolizei führte auch keine eigene (Grund-)Ausbildung mehr durch. Diese fand nun in der Lehrabteilung der Schutzpolizei für den mittleren Dienst statt. Danach war grundsätzlich eine Einsatzbereitschaft die erste Verwendungsdienststelle. Ausnahme: Die Jahrgänge 1980 bis 1984 der weiblichen Angehörigen der Schutzpolizei wurden direkt zu den Abschnitten versetzt.
Seit 1992 gibt es eine Bereitschaftspolizei im Sinne des Verwaltungsabkommens mit aktuell drei Bereitschaftspolizeiabteilungen an drei Standorten:
- 1. Bereitschaftspolizeiabteilung, Kruppstraße (5 EHu, 1 TEE, Zentrale Diensthundeführer)
- 2. Bereitschaftspolizeiabteilung, Schulzendorf (5 EHu, 1 TEE)
- 3. Bereitschaftspolizeiabteilung, Eiswaldtstraße (6 EHu)

### Brandenburg
Bei der Polizei Brandenburg wurde die Landeseinsatzeinheit (LESE) im Rahmen der Polizeireform 2012 ebenfalls in BePo umbenannt. Die Bezeichnung LESE existiert nicht mehr.
Sie ist in vier Einsatzhundertschaften, jeweils mit angegliederter Beweissicherungs- und Festnahmeeinheit (BFE), unterteilt und an vier Standorten untergebracht. Standorte befinden sich in Potsdam-Eiche, Oranienburg, Cottbus und Frankfurt (Oder).
Die LESE war eine Polizeieinrichtung des Landes ohne eigene örtliche Zuständigkeit. Sie setzte sich aus dem Stab, der Bereitschaftspolizei, der Technischen Einsatzeinheit (TEE), dem Personenschutz (PS) und der Polizeihubschrauberstaffel (PHuSt) zusammen.

### Bremen
Das Land Freie Hansestadt Bremen hat eine Bereitschaftspolizeiabteilung aufgestellt, die sich aus zwei Einsatzhundertschaften, einer BFE und einer TEE zusammensetzt. Außerdem gehören in Bremen das Polizeigewahrsam, die Hundestaffel und der Objektschutz zur Bepo.

### Hamburg
Die Landesbereitschaftspolizei der Freien und Hansestadt Hamburg besteht aus dem (Verwaltungs-)Stab und den vier Einsatzhundertschaften sowie einer technischen Hundertschaft (TEE). Die Einsatzhundertschaften sind jeweils in vier Züge und den Versorgungsdienst/Führungsgruppe gegliedert. Die technische Hundertschaft besteht aus zwei Beweissicherungs- und Festnahmeeinheiten (BFE) sowie zwei Technischen Einsatzeinheiten (TEE und Wasserwerfer/Sonderwagen). Der Objektschutz (LBP10) der Polizei ist als wesentlicher Teil in die Strukturen der Landesbereitschaftspolizei Hamburg integriert.

### Hessen
Die Polizei Hessen verfügt über vier Abteilungen:
- 1. Mainz-Kastel mit 4 Einsatzeinheiten, 1 BFE
- 2. Lich mit 3 Einsatzeinheiten, 1 BFE
- 3. Mühlheim am Main mit 3 Einsatzeinheiten, 1 BFE, 1 TEE
- 4. Kassel mit 1 Einsatzeinheit, 1 BFE

### Mecklenburg-Vorpommern
Die Polizei Mecklenburg-Vorpommern verfügt über die 1. Bereitschaftspolizeihundertschaft (BPH) und der Technischen Einsatzeinheit (TEE) mit Standort in Schwerin sowie der 2. BPH und der Beweissicherungs- und Festnahmeeinheit (BFE) mit Standort in Waldeck (bei Rostock).
Vom November 1995 bis Mai 2003 verfügte die Bereitschaftspolizei Mecklenburg-Vorpommern über einen dritten Standort einer Einsatzhundertschaft in Anklam. Es handelte sich um eine Hundertschaft ohne einen Zug. Die Schaffung eines Standortes der Bereitschaftspolizei im östlichen Teil des Landes erfolgte vor dem Hintergrund der zunehmenden rechten Gewalt, welche in den Jahren 1995 und 1996 ihren Höhepunkt hatte. Seit 2018 ist der 4. Einsatzzug der 2. Bereitschaftspolizeihundertschaft mit 38 Beamten wieder in Anklam stationiert.
Die Ausbildung der Polizeimeisteranwärter fand in den 1990er-Jahren in der Bereitschaftspolizei statt. Ausbildungsort war der Standort Waldeck. Ebenfalls fand dort die Ausbildung der Gruppenführer statt. Ausgebildet wurden Gruppenführer im mittleren Dienst als Gruppenführer für die Einsatzhundertschaften oder als Ausbilder in der Ausbildungshundertschaft. Ein Gruppenführerlehrgang dauerte bis zu 15 Wochen und beinhaltete die Fächer Führungslehre, Einsatzlehre, Ausbildung für das Verhalten im Einsatzraum, Waffenkunde, Sport und Einsatzgrundausbildung/Ausbildung an Führungs- und Einsatzmitteln. Bestandteil des Gruppenführerlehrganges war ein Rettungsschwimmerlehrgang. Nach dem Gruppenführerlehrgang erfolgte anschließend die Verwendung in den Einsatzhundertschaften der Bereitschaftspolizei oder in den Ausbildungshundertschaften.

### Niedersachsen
Die Bereitschaftspolizei der niedersächsischen Polizei ist Bestandteil der Zentralen Polizeidirektion mit Sitz in Hannover.
Standorte sind:
- 1. Bereitschaftspolizeihundertschaft in Hannover
- 2. Bereitschaftspolizeihundertschaft in Hannover
- 3. Bereitschaftspolizeihundertschaft in Braunschweig
- 4. Bereitschaftspolizeihundertschaft in Lüneburg
- 5. Bereitschaftspolizeihundertschaft in Göttingen
- 6. Bereitschaftspolizeihundertschaft in Oldenburg
- 7. Bereitschaftspolizeihundertschaft in Osnabrück
- Technische Einsatzeinheit Niedersachsen in Hannover. Hier befindet sich die Führungsgruppe, der IuK-Zug sowie der WaWe/SW-Zug. Der Technische Zug besteht aus drei T-Gruppen, die disloziert in Hannover, Braunschweig und Oldenburg beheimatet sind. Die BPH verfügen über 3-4 Züge.

Spezialisierte Kräfte der Beweissicherungs- und Festnahmeeinheiten (BFE) gibt es zweimal in Hannover, sowie je eine BFE in Braunschweig, Oldenburg und Göttingen.

### Nordrhein-Westfalen
Die Bereitschaftspolizei der Polizei Nordrhein-Westfalen besteht aus 15 Bereitschaftspolizeihundertschaften. Sie sind, anders als in anderen Bundesländern, dezentral den 14 Polizeipräsidien zugeordnet.
Die Bereitschaftspolizeien beim Präsidium Bochum, Präsidium Köln und Präsidium Wuppertal besitzen herausragende Bedeutung u. a. als Sitz der Abteilungsführungen und technischen Einsatzeinheiten (TEE). Beginnend im Jahr 2018 werden zudem an diesen drei Standorten Beweissicherungs- und Festnahmehundertschaften (BFHu) geschaffen. Jede Beweissicherungs- und Festnahme-Hundertschaft wird aus zwei Beweissicherungs- und Festnahmeeinheiten (BFE) bestehen. Dadurch hat sich bis zum Jahr 2021 die Zahl der Bereitschaftspolizeihundertschaften in Nordrhein-Westfalen um drei reduziert, was aber durch personelle Verstärkung der vier an den Standorten verbleibenden Hundertschaften um je einen Einsatzzug ausgeglichen wurde.
Folgende Polizeipräsidien der Polizei NRW verfügen über Bereitschaftspolizeihundertschaften:
1. Bereitschaftspolizeiabteilung (Bochum)
- 1. BPH Münster
- 2. BPH Bochum
- 3. BPH Dortmund
- 4. BPH Bielefeld
- 5. BPH Recklinghausen
- 1. BFH Bochum
- 1. TEE Bochum

2. Bereitschaftspolizeiabteilung (Wuppertal)
- 6. BPH Duisburg
- 7. BPH Essen
- 8. BPH Gelsenkirchen
- 9. BPH Düsseldorf
- 10. BPH Wuppertal
- 2. BFH Wuppertal
- 2. TEE Wuppertal

3. Bereitschaftspolizeiabteilung (Köln)
- 11. BPH Aachen
- 12. BPH Mönchengladbach
- 13. BPH Bonn
- 14. BPH Köln
- 15. BPH Köln
- 3. BFH Köln
- 3. TEE Köln

### Rheinland-Pfalz
Seit einer 2017 umgesetzten Strukturreform sind die Organisationseinheiten der Abteilung Bereitschaftspolizei dem neu geschaffenen Polizeipräsidium Einsatz, Logistik und Technik (PP ELT) der Polizei Rheinland-Pfalz angegliedert. Wie zuvor gibt es vier Einsatzhundertschaften.
- Mainz, 1. Einsatzhundertschaft
- Enkenbach-Alsenborn (bei Kaiserslautern), 2. Einsatzhundertschaft sowie Führungs-, Informations- und Ausbildungseinheiten
- Koblenz, 3. Einsatzhundertschaft
- Wittlich-Wengerohr, 4. Einsatzhundertschaft und Technische Einsatzeinheit
- Flugplatz Koblenz-Winningen, Polizeihubschrauberstaffel

### Saarland
Im Saarland gibt es eine Bereitschaftspolizeihundertschaft, davon ist ein Zug als Beweissicherungs- und Festnahmeeinheit (BFE) ausgestattet. Darüber hinaus wird eine Technische Einsatzeinheit (TEE) vorgehalten.

### Sachsen
Die sächsische Polizei hat drei Bereitschaftspolizeiabteilungen:
- 1. Dresden mit 11. bis 13. BPH
- 2. Leipzig mit 21. und 22. BPH
- 3. Chemnitz mit 31. und 32. BPH

BFE gibt es in allen Abteilungen, über eine TEE verfügt seit Januar 2008 nur die 2. Abteilung.

### Sachsen-Anhalt
Die Landesbereitschaftspolizei Sachsen-Anhalt verfügt am Standort Magdeburg über die 1. Beweissicherungs- und Festnahmehundertschaft, die 2. und 3. Einsatzhundertschaft und eine Technische Einsatzeinheit (TEE). Der zweite Standort in Halle/Saale wird von der 4. Einsatzhundertschaft besetzt. Die TEE verfügt über zwei WaWe.
Der Landesbereitschaftspolizei sind die Polizeihubschrauberstaffel, das Landespolizeiorchester, der Polizeiärztliche Dienst sowie weitere zentrale Dienste zugeordnet.

### Schleswig-Holstein
Die Bereitschaftspolizei der Landespolizei Schleswig-Holstein hat ihren Sitz in Eutin und besteht aus einer Führungsgruppe, drei Einsatzhundertschaften (der 1. Einsatzhundertschaft und den Einzeldiensthundertschaften „Nordlicht 1“ und „2“), einer Technischen Einsatzeinheit und einer Beweissicherungs- und Festnahmeeinheit. Es besteht für geschlossene Einheiten seit 2012 eine Kennzeichnungspflicht.

### Thüringen
Die Polizei Thüringen hat folgende Standorte der Bepo:
- 1. BPH Rudolstadt
- 2. BPH in Erfurt
- 1 Beweissicherungs- und Festnahmehundertschaft (BFHu) in Erfurt
- ebenso ist in Erfurt die TEE stationiert.

Die Polizeifachhochschule und das Bildungszentrum der Thüringer Polizei (BZThPol) hat seinen Sitz in Meiningen, wo die Ausbildung zum mittleren und gehobenen Polizeivollzugsdienst erfolgt. In Erfurt ist auch der PÄD (polizeiärztlicher Dienst) untergebracht, wegen der Ausbildung in Meiningen (BZThPol) wurde dort eine Außenstelle eingerichtet.

### Bund

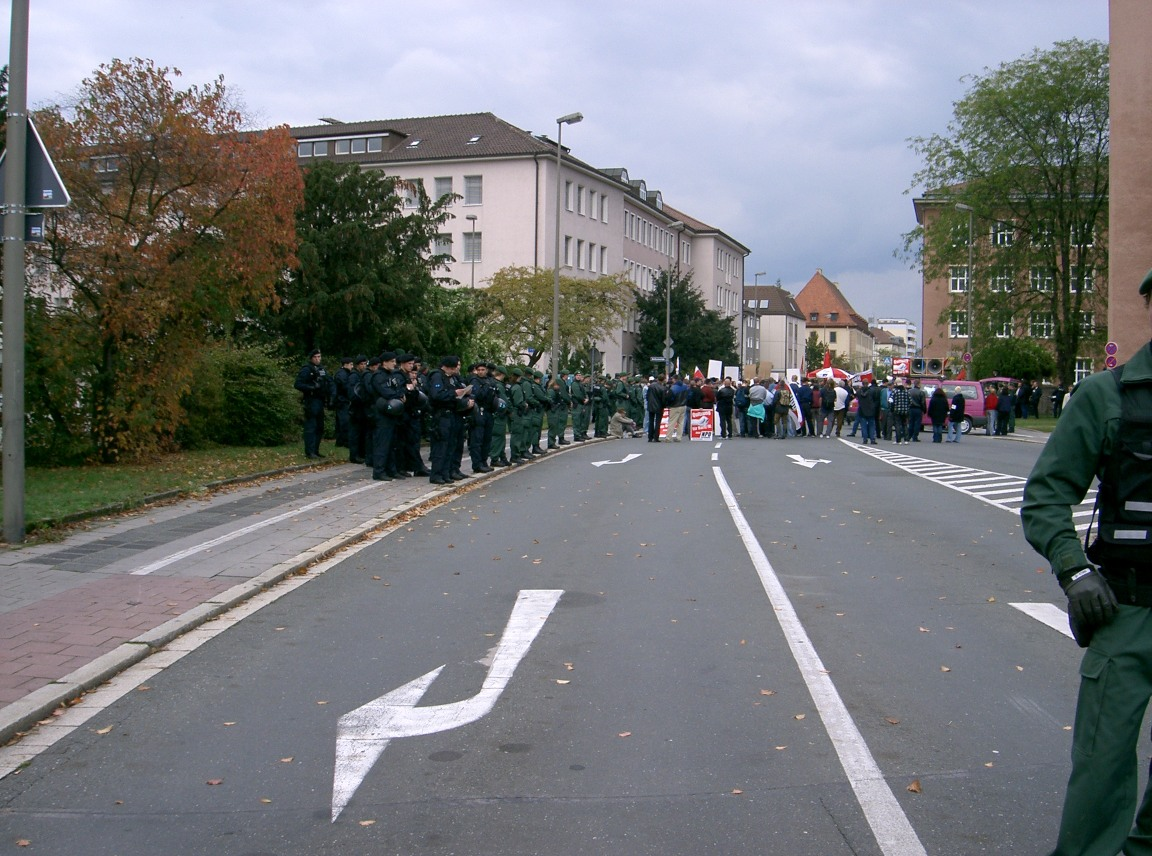
Zwei Züge der BBPol bei einer Demonstration

Die Bundespolizei besitzt seit der Neuorganisation vom 1. März 2008 insgesamt zehn Bundespolizeiabteilungen (BPOLABT). Die verantwortliche Direktion Bundesbereitschaftspolizei in Fuldatal führt und koordiniert die Bundespolizeiabteilungen. Die Bundespolizeiabteilungen sind nach polizeitaktischen und -strategischen Gesichtspunkten bundesweit an folgenden Standorten verteilt:
- BPOLABT Ratzeburg (3 Einsatzhundertschaften (EHu), 1 Technische Hundertschaft (THu) mit 2 technischen Einsatzeinheiten und 1 Wasserwerfer (WaWe)-Einheit, Polizeiärztlicher Dienst)
- BPOLABT Uelzen (2 EHu, 1 Beweissicherungs- und Festnahmehundertschaft (BFHu), 1 BFE+, 1 leichte technische Einsatzeinheit, 1 Unterstützungseinheit (UE) mit Beweissicherungs- und Dokumentations (BeDo)-Einheit, 1 Aufklärungs (A)-Einheit, Polizeiärztlicher Dienst)
- BPOLABT Blumberg (4 EHu, 1 BFHu, 1 BFE+, 1 THu mit 2 technischen Einsatzeinheiten und 1 WaWe-Einheit, 1 UE mit BeDo-Einheit, 1 A-Einheit, Polizeiärztlicher Dienst)
- BPOLABT Bad Düben (4 EHu, 1 leichte technische Einsatzeinheit, 1 UE mit BeDo-Einheit, 1 A-Einheit, Polizeiärztlicher Dienst)
- BPOLABT Duderstadt (3 EHu, 1 leichte technische Einsatzeinheit, 1 UE mit BeDo-Einheit, 1 A-Einheit, Polizeiärztlicher Dienst)
- BPOLABT Sankt Augustin (2 EHu, 1 BFHu, 1 BFE+, 1 THu mit 2 technischen Einsatzeinheiten und 1 WaWe-Einheit, Polizeiärztlicher Dienst, 1 Internationale Einsatzeinheit)
- BPOLABT Hünfeld (1 EHu, 1 BFHu, 1 BFE+, 1 THu mit 2 technischen Einsatzeinheiten und 1 WaWe-Einheit, 1 UE mit BeDo-Einheit, 1 A-Einheit, Polizeiärztlicher Dienst)
- BPOLABT Bayreuth (2 EHu, 1 BFHu,1 BFE+, 1 leichte technische Einsatzeinheit, 1 UE mit BeDo-Einheit, 1 A-Einheit, Polizeiärztlicher Dienst)
- BPOLABT Bad Bergzabern (3 EHu, 1 leichte technische Einsatzeinheit, 1 UE mit BeDo-Einheit, 1 A-Einheit, Polizeiärztlicher Dienst)
- BPOLABT Deggendorf (3 EHu, 1 THu mit 2 technischen Einsatzeinheiten und 1 WaWe-Einheit, 1 UE mit BeDo-Einheit, 1 A-Einheit)

Die Abteilung Rosenheim wurde im Zuge der Reform zum 1. März 2008 aufgelöst. Die Beschäftigten des Standortes wurden auf die Mobilen Kontroll- und Überwachungseinheiten (MKÜ) sowie auf andere Dienststellen versetzt oder abgeordnet.